# Askeriye (Burdur)
 (novembre 2019).
Askeriye (anciennement Eskiyere) est un village turc qui se trouve dans la province de Burdur dans la région méditerranéenne.
Sa démographie est en légère évolution ; il y a au moins 1 600 habitants.

## Étymologie
Askeriye, anciennement Eskiyere, vient du mot Eski yer qui se traduit par « Ancienne place ».

## Géographie
À 7 kilomètres de Burdur, le village se situe au pied d’une région montagneuse et du lac de Burdur.
Il est soumis à un climat méditerranéen chaud.

## Voies de communication et transports
Le village est divisé en deux par la voie rapide D 330. L’accessibilité est dangereuse en raison d’une absence d’échangeur sur la voie rapide, seule issue pour accéder au village.
En 2018, à la suite de plusieurs décès par accident, l’administration prévoit la construction d’un échangeur pour 2020.
Il y a plusieurs arrêts de bus.
Askeriye possède un réseau téléphonique, un service postal et un réseau de canalisations.

## Centres d'intérêt
Le village dispose d’une place principale avec différents commerçants et des services :
- Une mairie (Muhtarlık)
- Deux mosquées (sous la gestion des affaires religieuses avec un imam salarié dans chaque)
- Un groupe scolaire (élémentaire[2] et collège[3])
- Une école coranique pour garçon avec internat[4]
- Un cimetière
- Une coopérative agricole
- Un barrage et un lac artificiel[5]
- Un cybercafé
- Des salons de coiffure pour homme
- Plusieurs épiceries
- Le site archéologique du palais de Teke (Teke Sarayı), du nom de la péninsule de Téké, construit à l’intérieur du canyon de Serençay[6],[1]

## Économie
La principale source économique du village provient de l’élevage et de l’agriculture.

## Politique
Les élections municipales turques de 2019 ont démontré que le village est à majorité pour le Parti de la justice et du développement en concurrence avec Le Bon Parti.